# Beek (Berg en Dal)
Beek is een dorp in de Nederlandse gemeente Berg en Dal (Gelderland). Op 1 januari 2023 lag het inwoneraantal op 3.655.

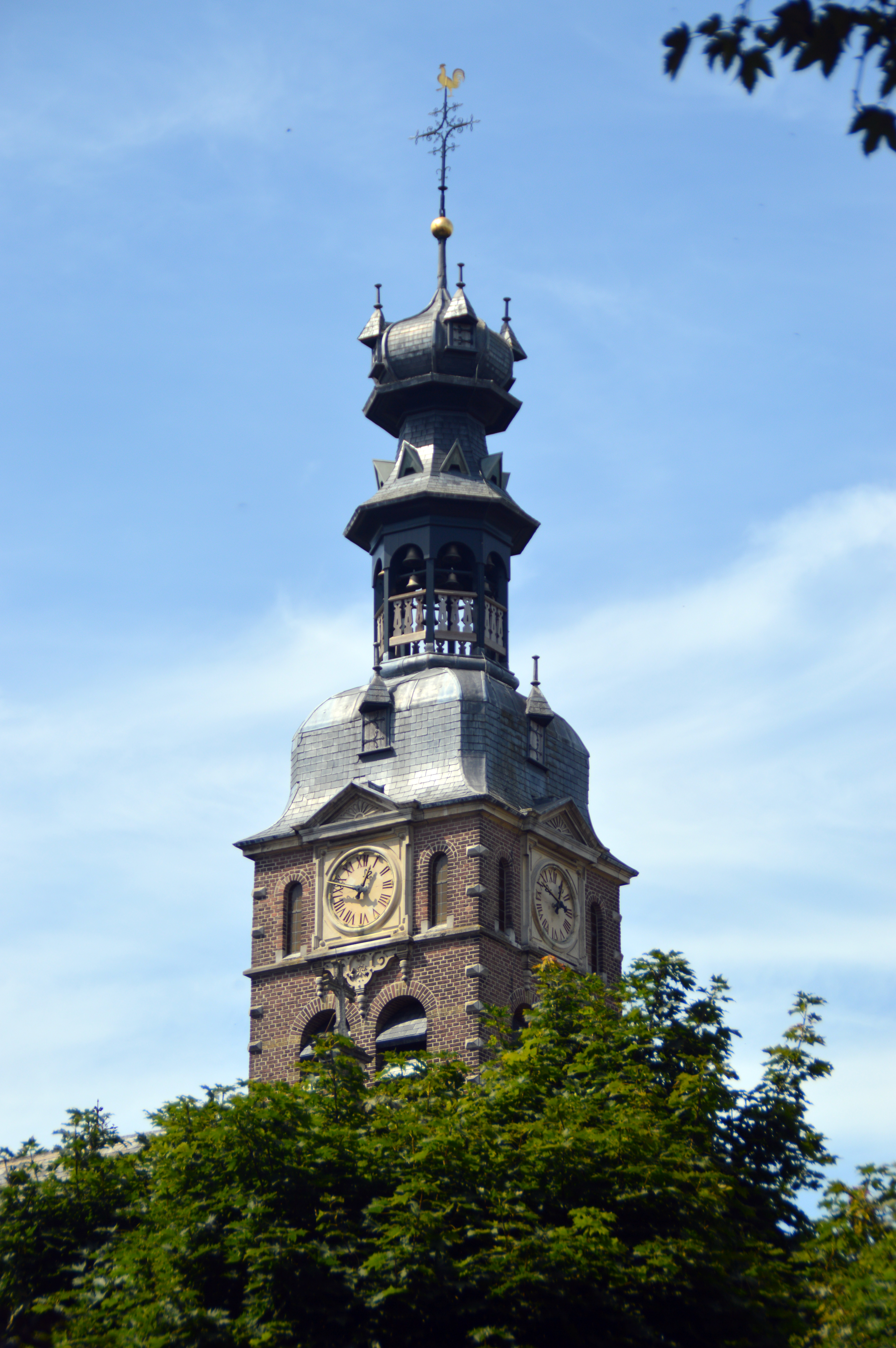
Torenspits van de Sint-Bartholomaeuskerk

Het dorp ligt tussen de stuwwal de Nederrijnse Heuvelrug van het Rijk van Nijmegen en de Ooijpolder. Door de overvloed aan helder water uit de bronnen die ontspringen aan de stuwwal is Beek van de 19e tot ver in de 20e eeuw een dorp van wasserijen geweest voor de rijke burgerij van Nijmegen. Hiervan getuigen nog de witte wasboerderijtjes alsmede enkele spoelputten.

## Geschiedenis
In de 15e eeuw stichtten de heren van Groesbeek een kasteel in de buurt van de kerk. Dit Huis te Beek werd verwoest, waarna er een landhuis werd ingericht door de familie Van Randwijck.
Tot 1 januari 1818 was Beek een zelfstandige gemeente, bestaande uit de dorpen Beek, Ubbergen en Nederrijkswald. Op die dag werd de gemeente samengevoegd met de gemeente Ooij en Persingen tot de nieuwe gemeente Ubbergen.
Beek-Ubbergen is in 2007 verkozen tot groenste dorp van Nederland.
Tot en met 31 december 2014 was Beek onderdeel van de gemeente Ubbergen en werd het dorp door de PTT aangeduid als Beek-Ubbergen. Op 1 januari 2015 ging de plaats samen met de gemeente op in de fusiegemeente Groesbeek, die vanaf 1 januari 2016 Berg en Dal ging heten.

## Monumenten
In het Gelderse Beek zijn verschillende monumenten te vinden.
Een voorbeeld van zo'n monument is de uit 1898 daterende villa "Severen", van de Nijmeegse architect Derk Semmelink. In het pand aan de Bosweg zijn verschillende jugendstil-elementen te herkennen. "Severen" werd enkele jaren bewoond door de sinoloog, diplomaat en auteur Robert van Gulik.
Een ander voorbeeld is het tramwachthuisje dat behoorde bij het landgoed Stollenberg. Dit tramhuisje werd evenals het landgoed in 1892 ontworpen door de Amsterdamse architect Abraham Salm. Het tramwachthuisje werd hierbij als bouwpakket in Zwitserland vervaardigd.
Voorts staan in Beek het kleine Bartholomeüskerkje alsmede de latere Sint-Bartholomaeuskerk.

## Geologie
Beek maakt deel uit van de Nederrijnse Heuvelrug, een grensoverschrijdende stuwwal, die is ontstaan in de voorlaatste IJstijd (het Saale-glaciaal), door opstuwingen van uit het noordoosten komende gletsjers en gletsjertongen.

## Cultuur, recreatie en sport
- voetbalvereniging BVC '12
- tennisvereniging De Oorsprong
- harmonie KNA
- schutterij B.U.B. (Beek Ubbergen Berg en Dal)

De dichter/schrijver Cees van der Pluijm woonde van 1997 tot en met 2004 op De Geest in Beek en publiceerde vijftig gedichten over zijn woonplaats.
Tussen Beek en Leerdam ligt het 98 kilometer lange Lingepad (thans Grote Rivierenpad). Verder loopt de populaire Natuurwandelroute N70 door Beek.

## Geboren te Beek
- Frans van Haaren (1886-1945) jurist, burgemeester, waarnemend gouverneur van Suriname
- Pyke Koch (1901-1991), kunstschilder
- Willem Adriaan Johan Visser (1904-1975), burgemeester van Den Haag
- Maurits Schneemann (1938-2025), politicus
- Berend-Jan van Voorst tot Voorst (1944-2023), politicus

## Afbeeldingen

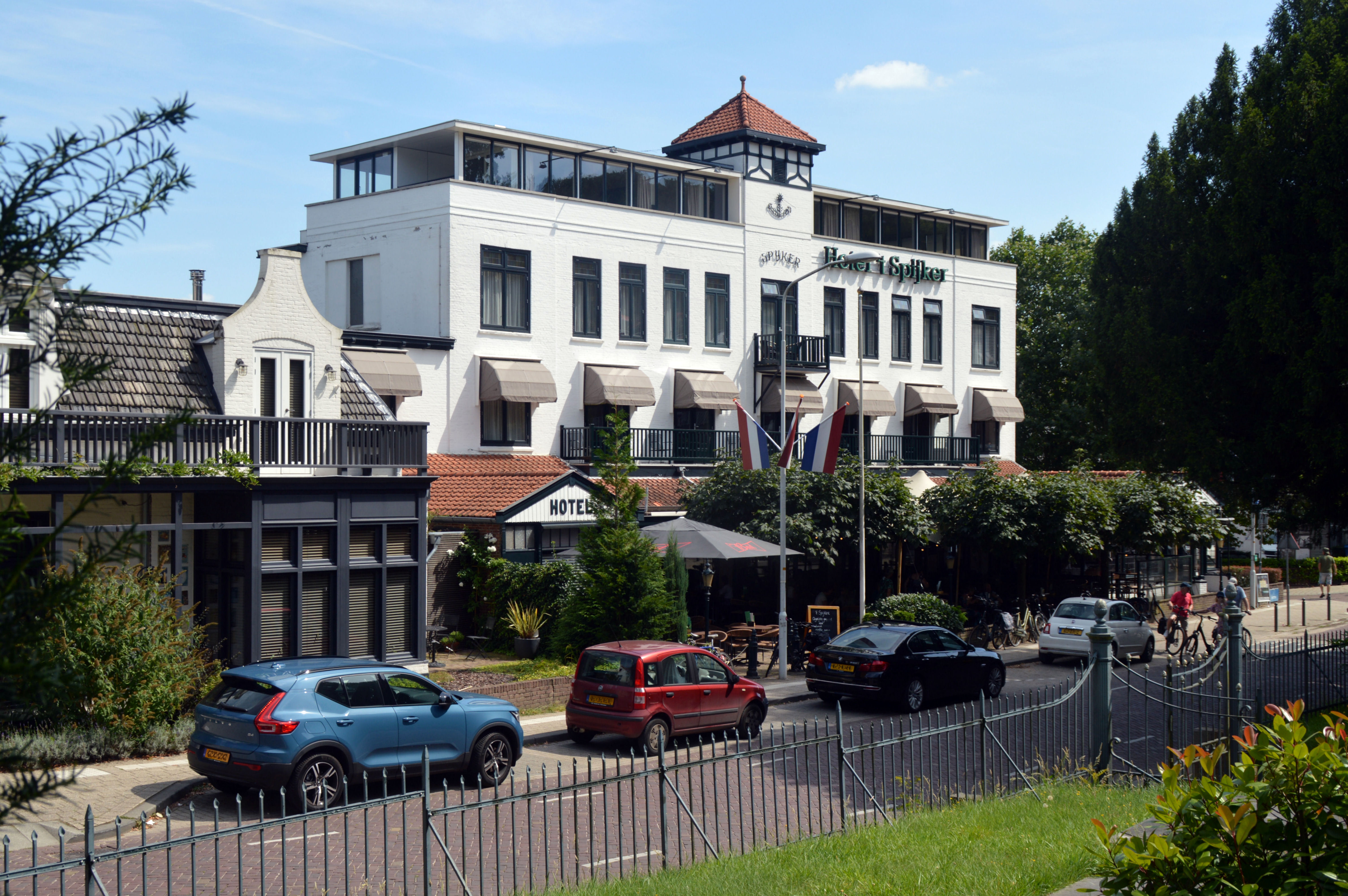
Hotel 't Spijker
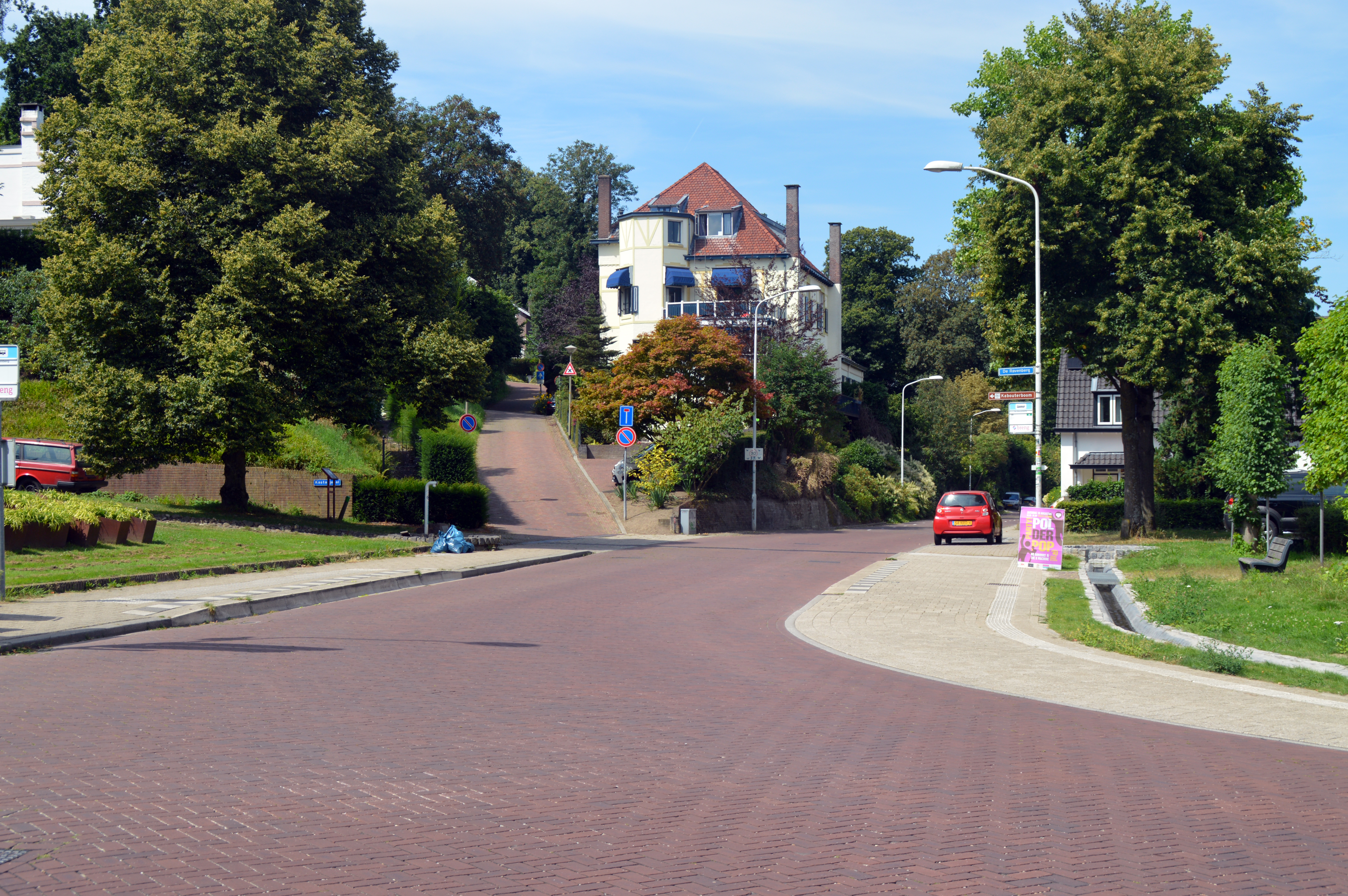
Rijksstraatweg
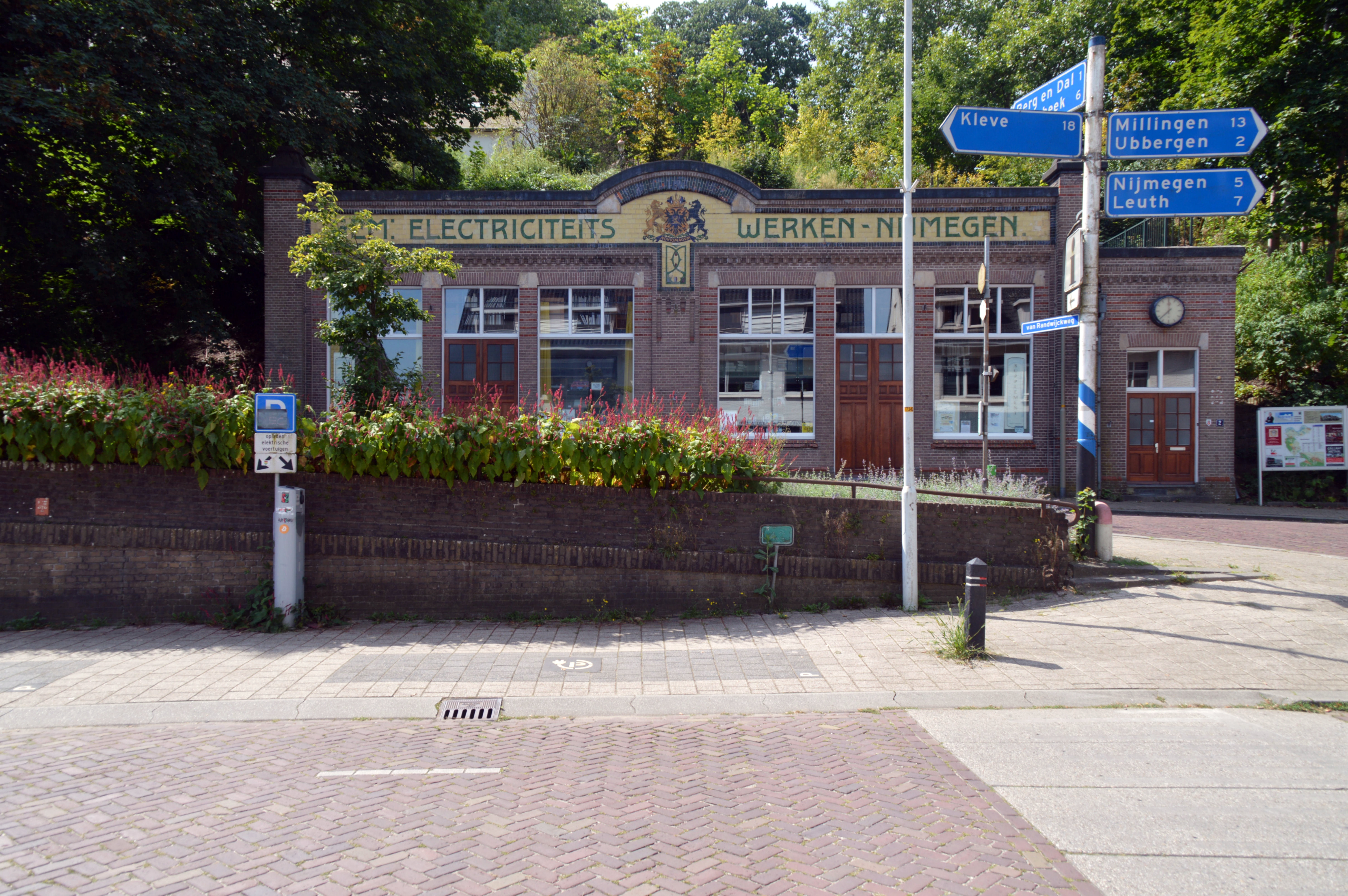
De voormalige Gemeentelijke Electriciteits Werken, waar stroom voor de tram naar Berg en Dal en Nijmegen werd opgewekt
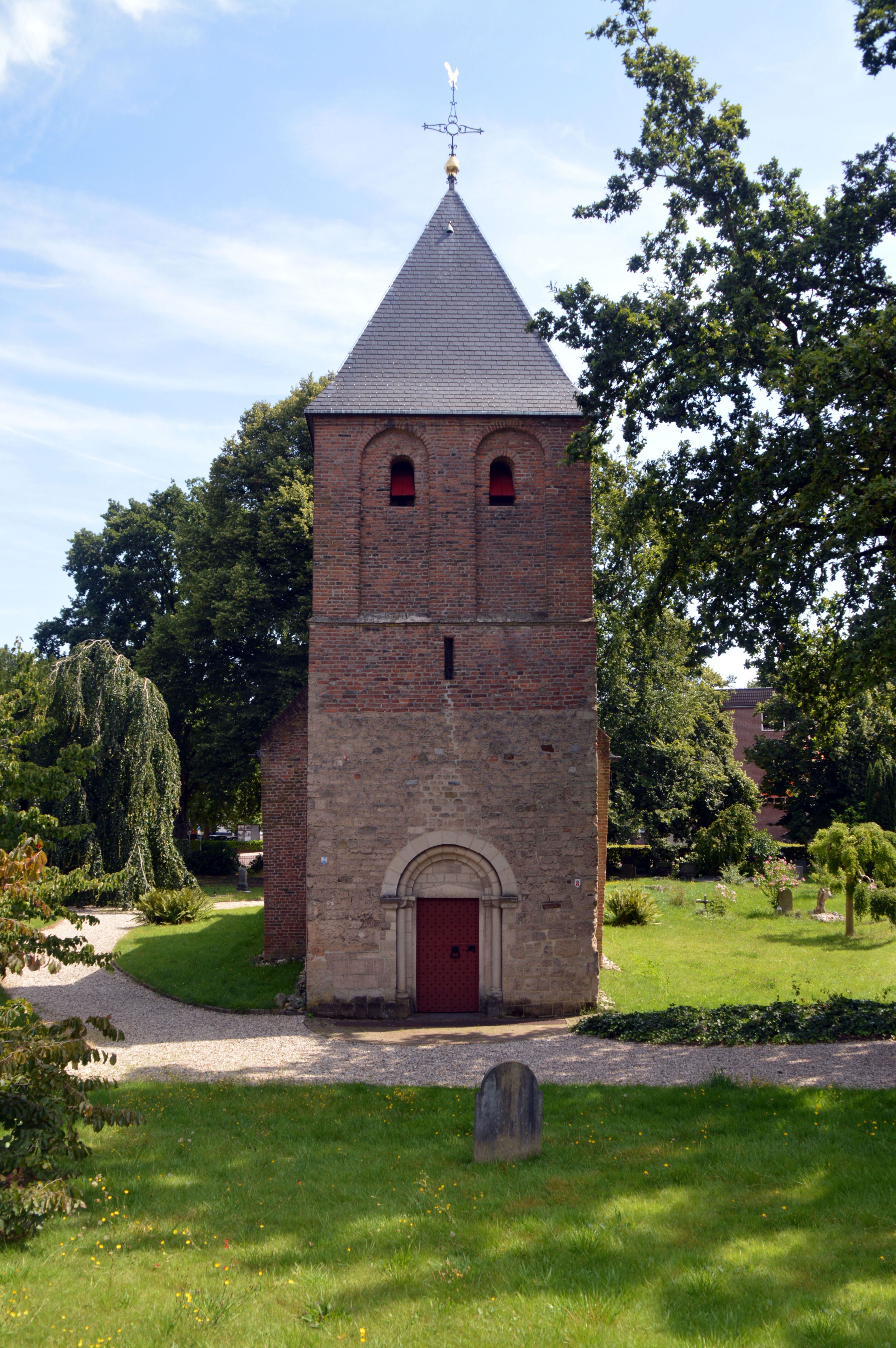
Toren en ingang Bartholomeuskerkje

Dorpen: Beek · Berg en Dal · Breedeweg · Erlecom · Groesbeek · Heilig Landstichting · De Horst · Kekerdom · Leuth · Millingen aan de Rijn · Ooij · Persingen · Ubbergen

Buurtschappen: Bisselt (deels) · De Bruuk · Colonjes · Dennenkamp · Dekkerswald · Dukenburg · Grafwegen · Groenlanden · Haukes · Holdeurn · De Kamp · Kerstendal · Lagewald · Meerwijk · De Muchter · Nieuwerf · De Plak · De Ploeg · Stekkenberg · Thorense Molen · Tiengeboden · Valkenlaagte · Het Vilje · De Vlietberg · Wercheren · Zeeland